# 정광석
정광석(鄭光錫, 1970년 12월 1일 ~ )은 대한민국의 전 축구 선수 출신 지도자이다. 현역 시절 수비수로 활동했다.

## 선수 경력
1993년 대우 로얄즈에서 프로 선수 경력을 시작하여 K리그 신인선수상을 수상하였다.

## 지도자 경력
은퇴 후 2002년부터 허정무가 총감독으로서 설립한 용인시 축구센터 소속 원삼중학교 축구단 창단 감독으로 용인 꿈나무를 육성해 오면서 지도자 생활을 시작했다. 2004년 중등부 최우수 감독상을 수상했다. 이후 2005년 AFC A급 자격증을 땄다.
2007년 허정무가 있던 전남 드래곤즈로 건너가 광양제철고등학교와 광양제철중학교를 지도하였으며, 특히 2008년에는 광양제철중학교 감독직 부임 한 달 만에 팀의 춘계 연맹전 우승을 이끌며 2009년 대한축구협회 최우수 지도자 상을 수상했다.
2010년, 원삼중 시절 이후 5년 만에 용인으로 돌아와 내셔널리그 용인시청의 감독으로 부임했으며, 대우 로얄즈 시절 동료인 이민성을 플레잉 코치로 영입하기도 했다.
창단 첫해 14개 구단 중 종합 성적 6위를 달성하며 성공적인 첫걸음을 내딛는 듯했다.
하지만 민선 5기가 출범하면서 구단주인 용인시장이 바뀌면서 직장경기부에 대한 대대적인 구조조정을 단행하면서 예산을 절반 이상 삭감하면서 축구단의 예산 역시 큰 폭으로 깎았다. 창단 첫해의 돌풍을 이어가기 위해서는 공격진 강화가 절실했지만 선수 추가 영입은 고사하고 운영비 절감을 위해 오히려 있는 선수들을 내보내는 등 선수 구성에 애를 먹는 등 연이은 악재 속에서 어려움을 겪었다.
2014 시즌까지 용인을 지휘한 뒤 감독직에서 물러나 우석대학교 테크니컬 디렉터를 거쳐 2017년 용인으로 돌아와 용인 양지 FC 고등부 감독으로 유소년을 지도했다.
2022년 과거 용인 감독 재직 시절 제자이자 코치였던 이민성이 감독으로 있는 대전 하나 시티즌의 유스 디렉터로 부임했다.
2023년에는 김종영 코치를 대신해 수석 코치로 보직을 변경했다.
2024년 시즌 중 이민성 감독이 자진 사퇴함에 따라 남은 경기 동안 감독 대행을 맡았고, 황선홍이 선임된 후 전력강화실장으로 보직 변경 했다.

## 수상 내역
- K리그 신인선수상 : 1993
- K리그 코리안챔피언: 1997